# Melomys obiensis
Melomys obiensis är en däggdjursart som först beskrevs av Thomas 1911.  Melomys obiensis ingår i släktet Melomys och familjen råttdjur. IUCN kategoriserar arten globalt som livskraftig. Inga underarter finns listade i Catalogue of Life.
Denna gnagare förekommer på öarna Obi och Bisa som tillhör Moluckerna, Indonesien. Individer av arten fångades i områden med buskar och träd, till exempel trädgårdar. De klättrade i växtligheten eller gick på marken.